# Pipistrellus paterculus
Pipistrellus paterculus — вид роду нетопирів.

## Середовище проживання
Країни проживання: Китай, Індія, Лаос, М'янма, В'єтнам. У Південній Азії цей вид виявлений в первинних і вторинних лісах. Лаштує сідала серед бананових і бамбукових дерев, в глибоких отворах в деревах і дахах солом'яних хатин в лісових районах, але у М'янмі переважно у вапнякових печерах.

## Загрози та охорона
У Південно-Східній Азії, здається, немає серйозних загроз цього виду. У Південній Азії цей вид знаходиться під загрозою через вирубки лісу, як правило, в результаті лісозаготівель і перетворення земель для сільськогосподарських та інших цілей. Він був записаний у кількох природоохоронних територіях в Південно-Східній Азії. У Південній Азії не був записаний на природоохоронних територіях.